# Bogumił Kłodkowski

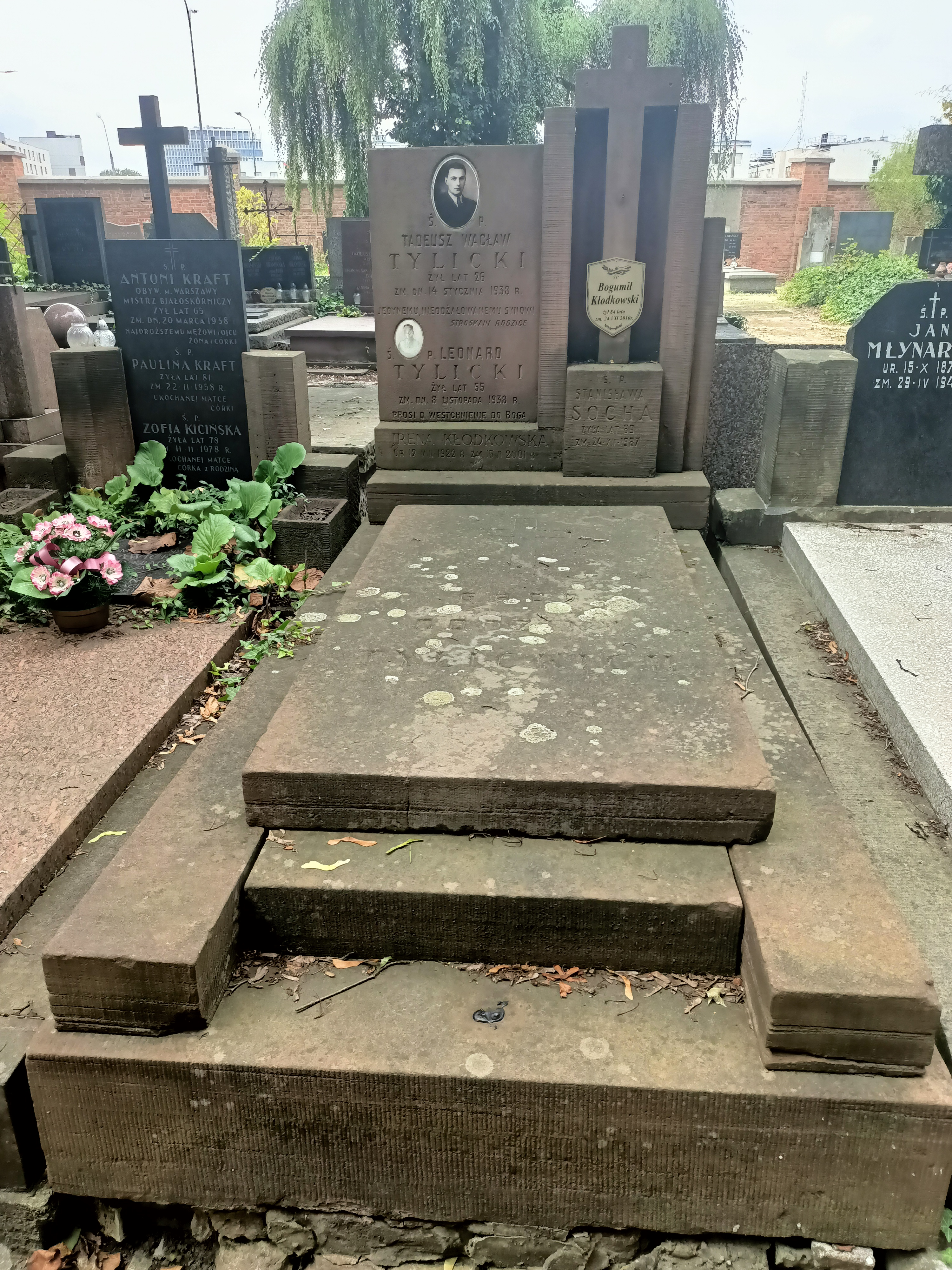
Grób Bogumiła Kłodkowskiego na Cmentarzu Powązkowskim w Warszawie

Bogumił Kłodkowski (ur. 30 sierpnia 1926 w Częstochowie, zm. 24 lipca 2010 w Warszawie) – polski aktor teatralny, filmowy i radiowy, piosenkarz.

## Życiorys
Karierę sceniczną zaczynał w latach II wojny światowej, występując we Frontowym Teatrze Artylerii 2. Armii Wojska Polskiego. Po zakończeniu walk był członkiem zespołów teatralnych: Teatru Domu Żołnierza w Toruniu (1945–1947), Teatru Młodego Widza we Wrocławiu (1949–1950, 1951–1954), Państwowego Teatru w Świdnicy (1950–1951) oraz Teatr Satyryków w Łodzi (1954). W latach 1947–1949 występował również w Zespole Pieśni i Tańca Wojska Polskiego we Wrocławiu. Następnie przeniósł się do Warszawy, gdzie grał w Teatrze Satyryków "Syrena" (1955–1957), Teatrze Komedia (1957–1979) oraz Teatrze na Targówku (1979–1980). Był również pracownikiem Stołecznej Estrady.
Jak aktor radiowy w latach 1960–2006 występował w słuchowisku radiowym W Jezioranach, kreując rolę Edka Jabłońskiego. Ponadto wystąpił w dwudziestu sześciu audycjach Teatru Polskiego Radia (1957–1982).
Występował na Festiwalu Piosenki Żołnierskiej w Kołobrzegu. Nagrywał m.in. z Jolantą Kubicka, Zofią Merle, Andrzejem Stockingerem i zespołem Gawęda. W 2000 roku wydał wraz z Kapelą Czerniakowską płytę pt. "O rany! Jeziorany". Był także lektorem bajek dla dzieci.
W 1967 został odznaczony Odznaką 1000-lecia Państwa Polskiego.
Został pochowany na Cmentarzu Powązkowskim w Warszawie.

## Filmografia
- Pościg (1953) - kierowca
- Barbara i Jan (1964) - odc. 4
- Dzięcioł (1970) - pracownik supersamu
- Czterdziestolatek (1975) - sierżant, komendant posterunku (odc. 8)
- Lalka (1977) - odc. 2
- Zamach stanu (1980)
- Dom (1980) - konferansjer w "Cafe-Fogg" (odc. 3)
- Zamach stanu (1985)
- Tulipan (1986) - jubiler (odc. 3)
- Jest jak jest (1994) - chórzysta